# Coupe du monde de triathlon 2010
Navigation
Édition précédente Édition suivante
La coupe du monde de triathlon 2010 est composée de 8 courses organisées par la Fédération internationale de triathlon (ITU). Chacune des courses est disputée au format olympique soit 1500 m de natation, 40 km de cyclisme et 10 km de course à pied.

## Calendrier
| Date       | Ville        | Pays         |
| ---------- | ------------ | ------------ |
| 27 mars    | Mooloolaba   | Australie    |
| 18 avril   | Monterrey    | Mexique      |
| 25 avril   | Ishigaki     | Japon        |
| 12 juin    | Hy-Vee       | États-Unis   |
| 10 juillet | Holten       | Pays-Bas     |
| 8 août     | Tiszaújváros | Hongrie      |
| 10 octobre | Huatulco     | Mexique      |
| 16 octobre | Tongyeong    | Corée du Sud |

## Résultats

### Mooloolaba
| Position | Hommes          | Hommes      | Hommes          | Femmes           | Femmes      | Femmes          |
| Position | Nom             | Pays        | Temps           | Nom              | Pays        | Temps           |
| -------- | --------------- | ----------- | --------------- | ---------------- | ----------- | --------------- |
|          | Brad Kahlefeldt | Australie   | 1 h 51 min 31 s | Vendula Frintová | Tchéquie    | 2 h 03 min 15 s |
|          | Stuart Hayes    | Royaume-Uni | 1 h 51 min 41 s | Tomoko Sakimoto  | Japon       | 2 h 03 min 27 s |
|          | James Seear     | Australie   | 1 h 51 min 58 s | Liz Blatchford   | Royaume-Uni | 2 h 03 min 43 s |

### Monterrey
| Position | Hommes          | Hommes     | Hommes          | Femmes        | Femmes   | Femmes          |
| Position | Nom             | Pays       | Temps           | Nom           | Pays     | Temps           |
| -------- | --------------- | ---------- | --------------- | ------------- | -------- | --------------- |
|          | João Silva      | Portugal   | 1 h 44 min 40 s | Paula Findlay | Canada   | 1 h 56 min 40 s |
|          | Matt Chrabot    | États-Unis | 1 h 45 min 05 s | Ai Ueda       | Japon    | 1 h 57 min 13 s |
|          | Gregor Buchholz | Allemagne  | 1 h 45 min 08 s | Jensen Line   | Danemark | 1 h 58 min 25 s |

### Ishigaki
| Position | Hommes                 | Hommes | Hommes          | Femmes          | Femmes      | Femmes          |
| Position | Nom                    | Pays   | Temps           | Nom             | Pays        | Temps           |
| -------- | ---------------------- | ------ | --------------- | --------------- | ----------- | --------------- |
|          | Valentin Meshcheryakov | Russie | 1 h 54 min 02 s | Kiyomi Niwata   | Japon       | 2 h 07 min 21 s |
|          | Yuichi Hosoda          | Japon  | 1 h 54 min 07 s | Liz Blatchford  | Royaume-Uni | 2 h 07 min 32 s |
|          | Ryosuke Yamamoto       | Japon  | 1 h 54 min 19 s | Tomoko Sakimoto | Japon       | 2 h 08 min 11 s |

### Hy-Vee
| Position | Hommes            | Hommes           | Hommes          | Femmes        | Femmes      | Femmes          |
| Position | Nom               | Pays             | Temps           | Nom           | Pays        | Temps           |
| -------- | ----------------- | ---------------- | --------------- | ------------- | ----------- | --------------- |
|          | Tim Don           | États-Unis       | 1 h 50 min 20 s | Emma Snowsill | Australie   | 1 h 59 min 35 s |
|          | Kris Gemmell      | Nouvelle-Zélande | 1 h 50 min 23 s | Emma Moffatt  | Australie   | 1 h 59 min 51 s |
|          | Courtney Atkinson | Australie        | 1 h 50 min 28 s | Helen Jenkins | Royaume-Uni | 1 h 59 min 51 s |

### Holten
| Position | Hommes          | Hommes   | Hommes          | Femmes             | Femmes    | Femmes          |
| Position | Nom             | Pays     | Temps           | Nom                | Pays      | Temps           |
| -------- | --------------- | -------- | --------------- | ------------------ | --------- | --------------- |
|          | Ivan Tutukin    | Russie   | 1 h 54 min 21 s | Erin Densham       | Australie | 2 h 01 min 27 s |
|          | Yulian Malyshev | Russie   | 1 h 54 min 23 s | Annamaria Mazzetti | Italie    | 2 h 02 min 04 s |
|          | João Pereira    | Portugal | 1 h 54 min 23 s | Radka Vodičková    | Tchéquie  | 2 h 03 min 03 s |

### Tiszaújváros
| Position | Hommes            | Hommes   | Hommes          | Femmes              | Femmes      | Femmes          |
| Position | Nom               | Pays     | Temps           | Nom                 | Pays        | Temps           |
| -------- | ----------------- | -------- | --------------- | ------------------- | ----------- | --------------- |
|          | Reinaldo Colucci  | Brésil   | 1 h 49 min 07 s | Yuliya Yelistratova | Ukraine     | 2 h 01 min 01 s |
|          | Crisanto Grajales | Mexique  | 1 h 49 min 09 s | Jodie Swallow       | Royaume-Uni | 2 h 01 min 02 s |
|          | Martin Krňávek    | Pays-Bas | 1 h 49 min 13 s | Carla Moreno        | Brésil      | 2 h 01 min 10 s |

### Huatulco
| Position | Hommes       | Hommes     | Hommes          | Femmes        | Femmes   | Femmes          |
| Position | Nom          | Pays       | Temps           | Nom           | Pays     | Temps           |
| -------- | ------------ | ---------- | --------------- | ------------- | -------- | --------------- |
|          | Javier Gomez | Espagne    | 1 h 49 min 08 s | Ai Ueda       | Japon    | 1 h 59 min 51 s |
|          | Ruedi Wild   | Suisse     | 1 h 49 min 38 s | Nicola Spirig | Suisse   | 2 h 00 min 24 s |
|          | Matt Chrabot | États-Unis | 1 h 49 min 54 s | Rachel Klamer | Pays-Bas | 2 h 00 min 40 s |

### Tongyeong
| Position | Hommes           | Hommes    | Hommes          | Femmes        | Femmes      | Femmes          |
| Position | Nom              | Pays      | Temps           | Nom           | Pays        | Temps           |
| -------- | ---------------- | --------- | --------------- | ------------- | ----------- | --------------- |
|          | Dan Wilson       | Australie | 1 h 49 min 36 s | Jodie Swallow | Royaume-Uni | 2 h 01 min 38 s |
|          | Aurélien Raphaël | France    | 1 h 49 min 52 s | Anja Dittmer  | Allemagne   | 2 h 03 min 15 s |
|          | Vincent Luis     | France    | 1 h 49 min 57 s | Ainhoa Murua  | Espagne     | 2 h 03 min 19 s |

## Par nation
| Rang | Nation      | Victoires |
| ---- | ----------- | --------- |
| 1    | Australie   | 4         |
| 2    | Japon       | 2         |
| 2    | Russie      | 2         |
| 4    | Brésil      | 1         |
| 4    | Canada      | 1         |
| 4    | Espagne     | 1         |
| 4    | États-Unis  | 1         |
| 4    | Portugal    | 1         |
| 4    | Tchéquie    | 1         |
| 4    | Royaume-Uni | 1         |
| 4    | Ukraine     | 1         |